# أنجيلا مولدوفان
أنجيلا مولدوفان (بالرومانية: Angela Moldovan)‏ هي مغنية رومانية، ولدت في 19 سبتمبر 1927 في كيشيناو في مولدوفا، وتوفيت في 13 أكتوبر 2013 في بوخارست في رومانيا.

## وصلات خارجية
- أنجيلا مولدوفان على موقع IMDb (الإنجليزية)
- أنجيلا مولدوفان على موقع ميوزك برينز (الإنجليزية)
- أنجيلا مولدوفان على موقع ديسكوغز (الإنجليزية)
- أنجيلا مولدوفان على موقع قاعدة بيانات الفيلم (الإنجليزية)